# Финч, Дженни
Дже́нни Линн Финч-Дейгл (англ. Jennie Lynn Finch-Daigle; род. 3 сентября 1980, Ла-Мирада, Калифорния, США) — американская софтболистка.

## Биография
В 2004 году на летних Олимпийских играх 2004 года команда, в которую входила Финч, завоевала «золото», а в 2008 году на летних Олимпийских играх 2008 — «серебро».
С 15 января 2005 года Дженни замужем за Кейси Дейглом (род. 1981). У супругов есть трое детей, два сына и дочь — Эйс Шейн Дейгл (род.04.05.2006), Дизель Дин Дейгл (род.16.06.2011) и Пэйсли Фэй Дейгл (род.12.01.2013).